# Austrocytheridea dispersopunctata
Austrocytheridea dispersopunctata is een mosselkreeftjessoort uit de familie van de Cytherideidae. De wetenschappelijke naam van de soort is voor het eerst geldig gepubliceerd in 1987 door Whatley, Chadwick, Coxill & Toy.